# Milan-San Remo 1929
La 22e édition de la course cycliste, Milan-San Remo a eu lieu le 19 mars 1929 et a été remportée par l'Italien Alfredo Binda, déjà deuxième lors des deux dernières éditions. 

## Classement final
|    | Cycliste            | Équipe          | Temps           |
| -- | ------------------- | --------------- | --------------- |
| 1  | Alfredo Binda       | Legnano-Torpedo | 9 h 03 min 30 s |
| 2  | Leonida Frascarelli | Ideor           | + 8 min 30 s    |
| 3  | Pio Caimmi          | Olympia         | + 21 min 30 s   |
| 4  | Adriano Zanaga      | Touring         | + 21 min 30 s   |
| 5  | Colombo Neri        | -               | + 21 min 30 s   |
| 6  | Giuseppe Pancera    | -               | + 21 min 30 s   |
| 7  | Alessandro Catalani | Wolsit          | + 21 min 30 s   |
| 8  | Michele Orecchia    | -               | + 21 min 30 s   |
| 9  | Pietro Bestetti     | Bianchi-Pirelli | + 24 min 00 s   |
| 10 | Carlo Moretti       | -               | + 24 min 00 s   |